# 水中分娩
水中分娩，或水中生产（Water birth）是一种在暖水中诞下胎儿的分娩方式。嚴格來說，是分娩的第一及第二階段在水中進行，第三階段（排出胎盤）仍需離開水面處理。
支持者認為，这种分娩方式能减少产妇在分娩过程中承受的痛苦，且有研究可支持此論點。反對者認為水中分娩的安全性未得到科學的證實，而且已有許多水中分娩造成的記錄，例如增加產婦及新生兒感染的機率，以及新生兒可能溺水。2009年考科藍實證醫學資料庫，提到有些證據顯示水中分娩可以減少分娩第一階段硬脊膜外麻醉的比例，也有一些水中分娩的副作用，但有關水中分娩的資訊仍不足夠。家長、孩童及生育組織有言論支持水中生产，也有反對水中生产的論點。

## 发展史
水中分娩最早由前苏联研究员艾格·柴可夫斯基（Igor Charkovsky）在1960年代提出的。他从一些水中动物的生产中获得灵感，认为水可以缓解胎儿刚生出来时重力对脑细胞的冲击。
1960年代末法国产科医师费德里克·拉伯叶注意到胎儿生产前后体温的变化，提出了把初产婴儿浸入温水中，以减少从子宫到外部环境所产生的变化。
1970年代另一位法国产科医生米歇尔·奥登进一步发展了这种方法，以温水池作外部环境，减轻孕妇的疼痛。

## 对水中分娩的研究
自水中分娩的方式被提出来以后，许多研究员对该分娩手段的安全性做出了大规模的考察。其中贡献最大的是奥登和美国的产科医生麦克·罗申达尔（Michael Rosenthal）。
英国的助产士黛安娜·伽伦（Dianne Garland）通过搜集相关研究资料，出版了《Waterbirth: An Attitude to Care》一书。

## 水中分娩的优势

### 对胎儿
传统分娩方式对胎儿是一个艰难的过程。水中分娩可以有效减少在这个过程中产生的摩擦，并给胎儿一个熟悉的水环境，弱化外部光线、声音对初产婴儿可能带来的创伤。

### 对孕妇
在水中生产，缩短了分娩的时间，能减少产妇承受的痛苦，减少产妇创伤（会阴撕裂程度减轻）。对高龄产妇效果更为明显。

## 风险与其它考虑
水中分娩有可能增加產婦及新生兒的感染，孕婦若在分娩前未灌腸，可能會在分娩因用力而排便。
也有可能造成新生兒的肺炎或心臟功能性障礙。

## 接受度
水中分娩在欧美国家如美国、加拿大、澳洲、英国、德国等均能被普通民众所接受，但是并不流行。大部分的分娩中心都没有配备温水池。2006年，全球约有300所提供水中分娩服务的医院。

## 外部連結
- waterbirth 網站 （页面存档备份，存于）